# Noah Hathaway

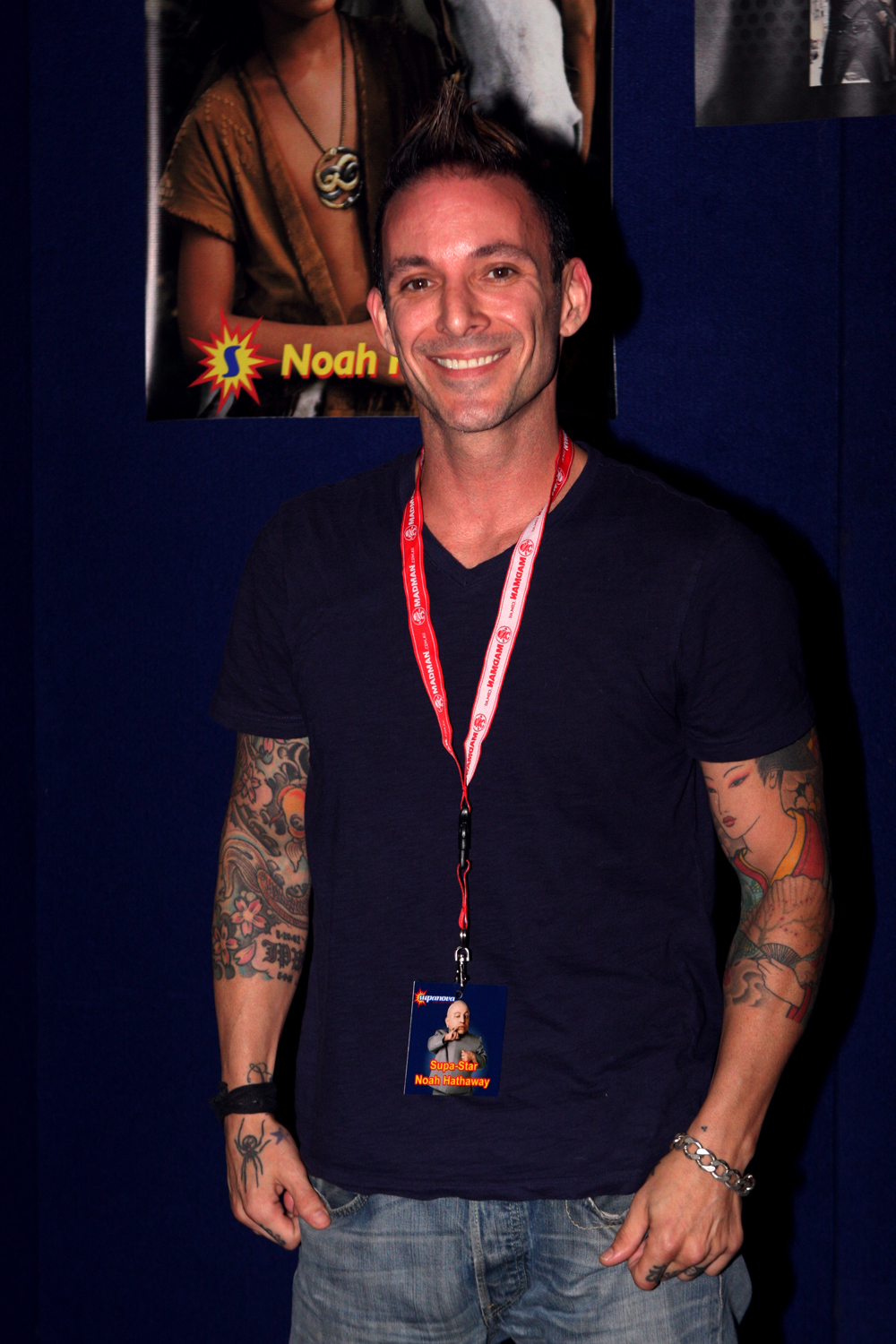
Noah Hathaway (2012)

Noah Hathaway (* 13. November 1971 in Los Angeles, Kalifornien) ist ein US-amerikanischer Schauspieler.

## Leben
Noah Hathaway wurde am 13. November 1971 in Los Angeles geboren. Da ein Elternteil seines Vaters Robert Hathaway Mohegan war, hat er auch indianische Vorfahren. Mit drei Jahren trat er in Werbespots auf und spielte 1978 bis 1979 in der Serie Kampfstern Galactica als „Boxey“ mit. Wolfgang Petersen engagierte den damaligen Kinderstar für die Rolle des Atréju in der Verfilmung des Michael-Ende-Romans Die unendliche Geschichte. Dafür bekam er einen Vertrag über drei Monate Drehzeit. Die Dreharbeiten dauerten tatsächlich aber zehn Monate, und da man ihn für die restlichen sieben Monate nicht freiwillig bezahlen wollte, musste er die Gage einklagen – das wiederum hatte zur Folge, dass er später von der Premierenfeier ausgeladen wurde.
Nach einer kurzen Zeit als Lehrer für Jazz Dance erlitt er 1989 einen schweren Unfall und musste diesen Beruf deshalb aufgeben. Danach fuhr er Motorradrennen und arbeitete auch als Barkeeper in Los Angeles. 1994 stand er noch einmal für den Film Straße zur Freiheit vor der Kamera. Danach arbeitete er in der Filmproduktion. Aufgrund seiner hohen Ränge in Muay Thai bildet er Flugbegleiter und Piloten im Nahkampf aus. Zudem besitzt er den schwarzen Gürtel in Shotokan-Karate.
2003 eröffnete er ein Motorradgeschäft und 2009 ein Tattoo-Studio.
Er ist geschieden und hat mit seiner Exfrau, Sameerah Hoddison, zwei Söhne.
Er lebt in Los Angeles.
Seit 2012 ist Hathaway auch wieder als Schauspieler tätig.

## Filmografie
- 1978–1979: Kampfstern Galactica (Battlestar Galactica, Fernsehserie, 24 Episoden)
- 1979: Supertrain (Fernsehserie, Episode 1x04)
- 1979: The Last Convertible (Fernsehserie, unbekannte Anzahl)
- 1979: Abrechnung um Mitternacht (High Midnight, Fernsehfilm)
- 1980: Mork vom Ork (Mork & Mindy, Fernsehserie, Episode 2x22)
- 1980: It’s My Turn – Ich nenn’ es Liebe (It’s My Turn)
- 1980: Eight Is Enough (Fernsehserie, zwei Episoden)
- 1981: Separate Ways
- 1982: Laverne & Shirley (Fernsehserie, Episode 7x20)
- 1982: CHiPs (Fernsehserie, Episode 5x24)
- 1982: Zwei dicke Freunde (Best Friends)
- 1983: Quest (Kurzfilm)
- 1984: Die unendliche Geschichte
- 1984: Simon & Simon (Fernsehserie, Episode 4x09)
- 1985: Air Force (Call to Glory, Fernsehserie, Episode 1x21)
- 1985: CBS Storybreak (Zeichentrickserie, zwei Episoden, Stimme)
- 1985: Familienbande (Family Ties, Fernsehserie, Episode 4x04)
- 1986: Troll
- 1986: Casebusters (Fernsehfilm)
- 1986: Wildfire (Zeichentrickserie, unbekannte Anzahl, Stimme)
- 1994: Straße zur Freiheit (To Die, to Sleep)
- 2012: Sushi Girl
- 2013: Blue Dream
- 2014: Tom Holland’s Twisted Tales
- 2016: The Chair